# Ellen Jilemnická
Ellen Jilemnická (* 6. února 1946 Hradec Králové) je česká sochařka, básnířka a kreslířka, profesorka sochařství na fakultě architektury ČVUT v Praze. V letech 1992–1996 byla též vedoucí pddělení sochařského směru na Střední průmyslové škole kamenické a sochařské v Hořicích v Podkrkonoší. Tvoří monumentální sochy z kamene taktéž komorní plastiky, věnuje se i kresbě a psaní poezie.

## Životopis
Ellen Jilemnická se narodila v Hradci Králové, dětství a mládí však prožila v Hořicích. Její rodiče byli oba středoškolští profesoři: otec Alois Jilemnický vyučoval dějiny umění, matka Emilie Jilemnická (rozená Mrózková) byla absolventkou Obchodní akademie a vyučovala předměty jako těsnopis. Bratr Ivan Jilemnický byl také sochař. Po absolvování Střední uměleckoprůmyslové školy sochařské v Hořicích studovala rok na Akademii výtvarných umění (Akademia Sztuk Pięknych, Wrocław) v polské Vratislavi a poté na pražské Akademii výtvarných umění u profesora K. Hladíka.
Provdala se za profesora PhDr. Vladimíra Boreckého CSc.

## Ocenění
- 1970 – ateliérová cena za diplomní práci na AVU, Praha
- 1991 – 1. cena za relief Ellen Jilemnické, udělená francouzskou firmou Lefèvre-Utile v Obecním domě, Praha
- 1999 – Cena časopisu Kámen
- 2000 – zvláštní cena za návrh sochy pro Pomník obětem komunismu v Praze
- 2000 – 2. cena za návrh sochy před Kongresové centrum v Praze

## Sochy ve veřejném prostoru

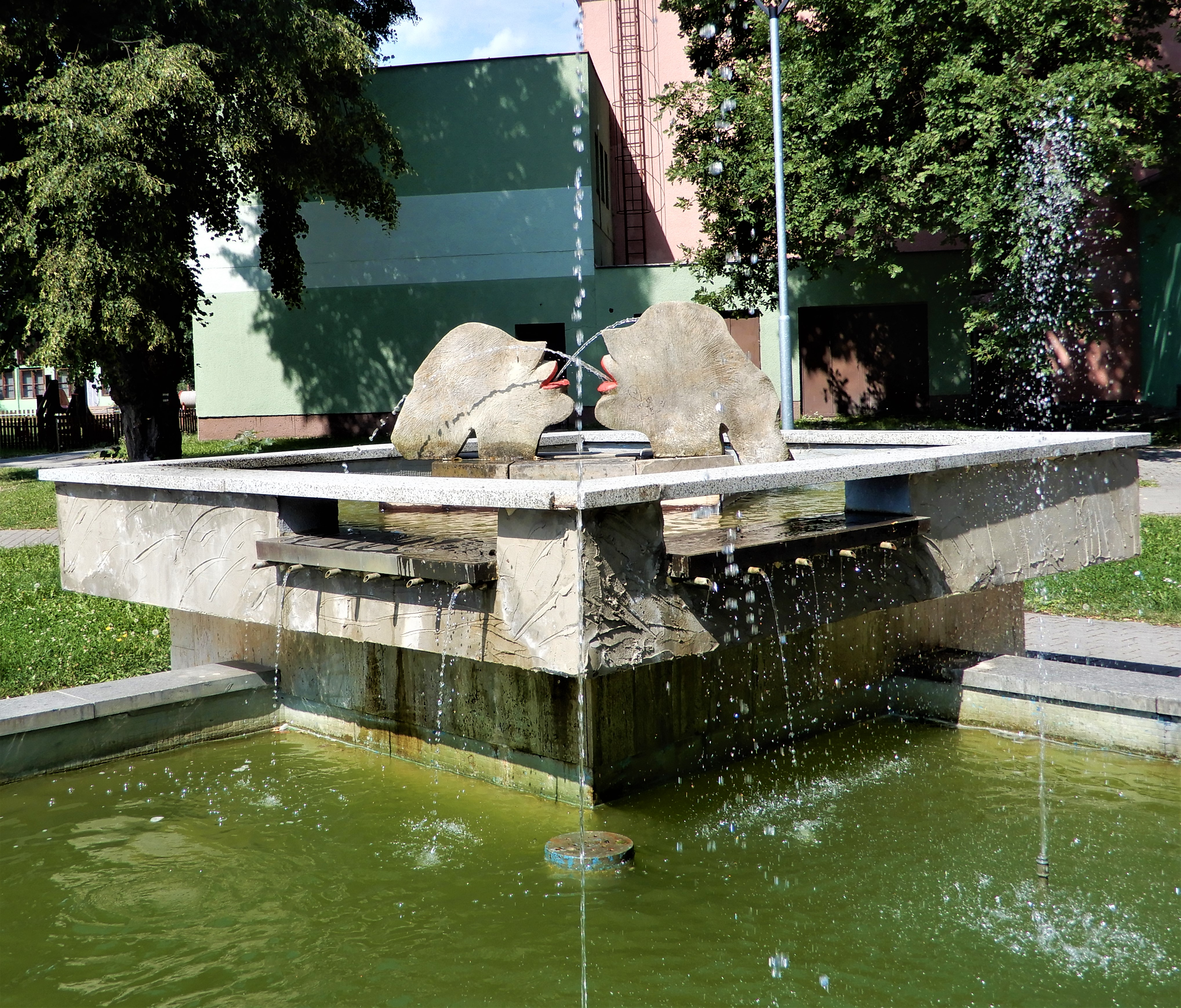
Plastiky s vodotryskem na kašně ve Vodňanech
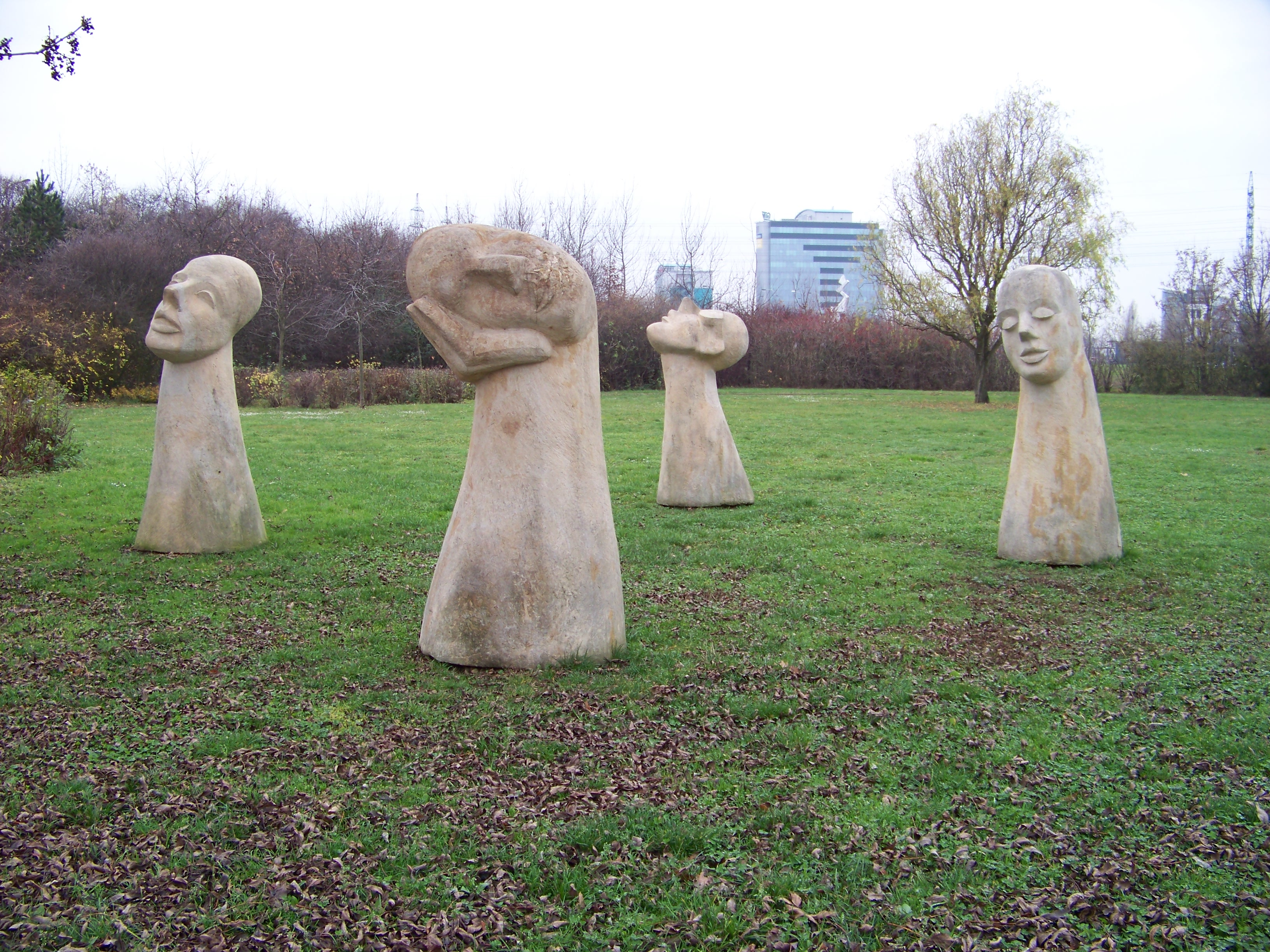
Metamorfózy roku, čtyři sochy, pískovec, Chodovská tvrz, Praha 11 (arch. Petr Keil)
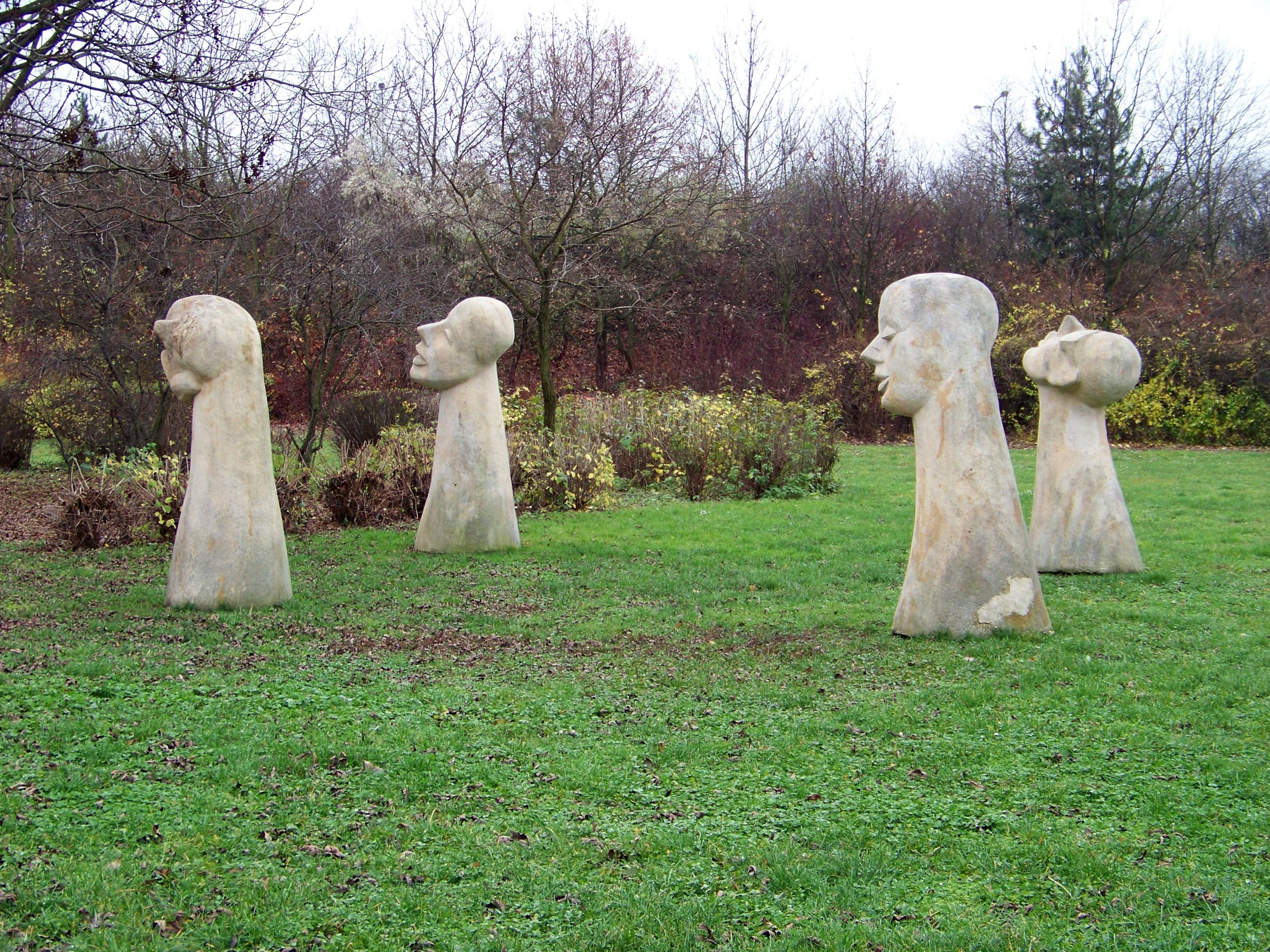
Metamorfózy roku, čtyři sochy, pískovec, Chodovská tvrz, Praha 11 (arch. Petr Keil)
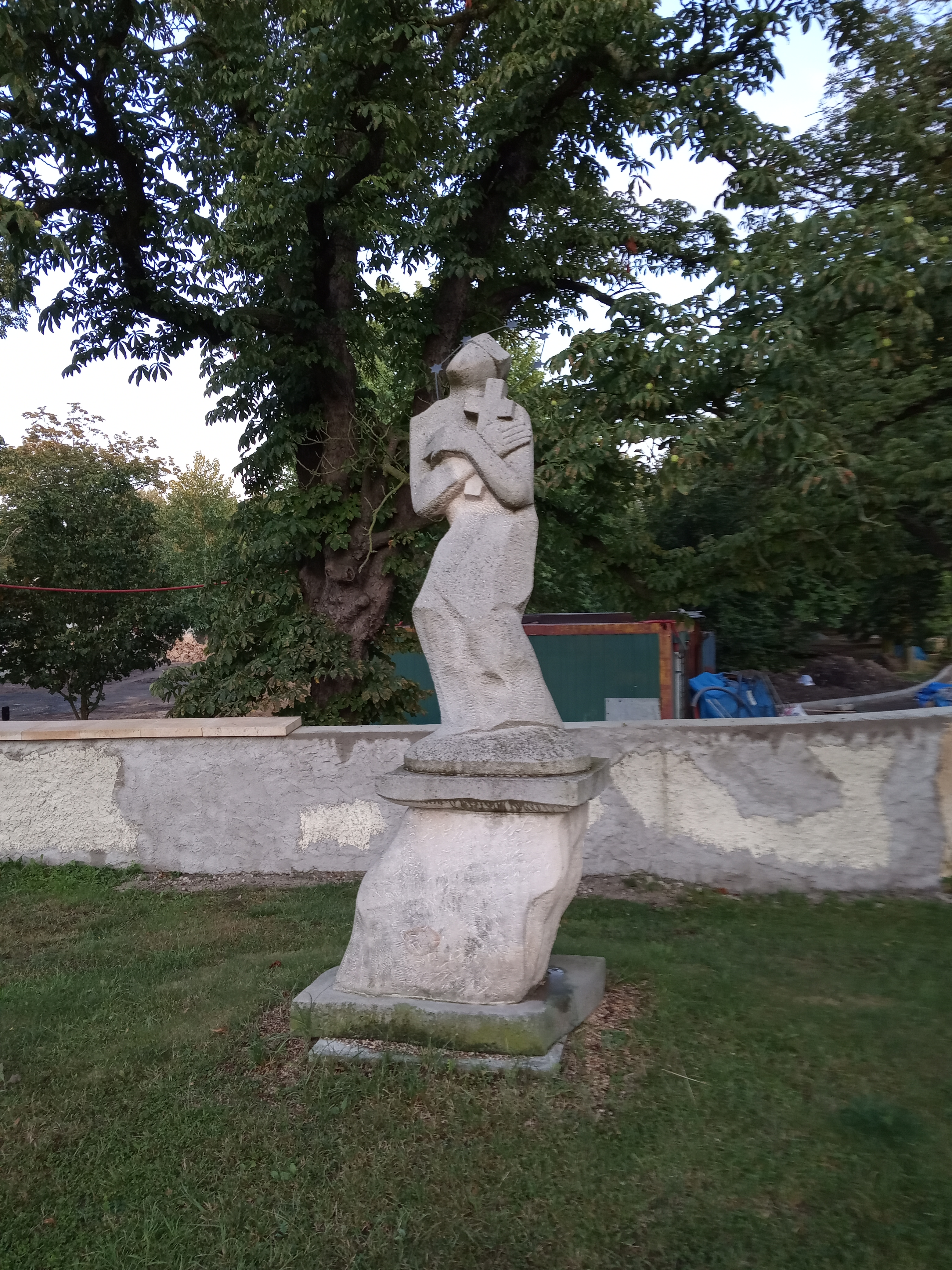
Jan Nepomucký, Praha – Dolní Počernice

- 1966 – Můra, pískovec, Boháňka u Hořic
- 1970 – Tanečnice (2), reliéf, epoxid, Kino 70, Hořice v Podkrkonoší (arch. Jindřich Malina)
- 1974 – Plačky, pískovec, hřbitov v Hořicích v Podkrkonoší
- 1975 – Jablko (A), pískovec, atrium základní školy, Mělník (arch. Petr Kutnar)
- 1976 – Tanec (2), reliéf, epoxid, svatební síň, Ostroměř
- 1976 – Brázdy, pískovec,(arch. Petr Kutnar), Mlázovice
- 1977 – Kapky, reliéf, epoxid, hydrostanice, Lázně Bělohrad
- 1978 – Trio, reliéf, sádra, Nové Strašecí, (arch. Kutnar a Zeman) socha byla komunisty zahalena a zakázaná
- 1980 – Listy (1), keramický objekt,větrací kryt stanice metra, Praha-Holešovice (arch. Karel Kouba)
- 1981 – Motýl (3A), beton, budova OSS, Jindřichův Hradec (arch. Petr Keil)
- 1985 – Listy (2), pískovec, areál před základní školou, Velká Skrovnice
- 1987 – Kniha, pískovec, atrium základní školy, Na planině, Praha 4
- 1987 – Motýl (5), pískovec, prostor před mateřskou školou, Kajetánka, Praha 6 (arch. František Novotný)
- 1989 – Dort ve větru, pískovec, areál sympozia, Hořice v Podkrkonoší
- 1992 – Stromy, reliéf, pískovec, Praha 10 (arch. František Novotný)
- 1993 – Náhrobek rodiny violoncellisty Františka Smetany, pískovec, Ohníšťany
- 1994 – Svíce, bronzová plastika na hrobě rodiny Marešovy, Turnov
- 1994 – Jan Amos Komenský, busta, bronz, gymnázium v Hořicích
- 1996 – Ladislav Fialka, busta, bronz, Divadlo Na zábradlí, Praha 1 (arch. Petr Keil)
- 1998 – Metamorfózy roku, čtyři sochy, pískovec, Chodovská tvrz, Praha 11 (arch. Petr Keil)
- 2002 – Lamezon – základní kámen – Václav Svoboda Plumlovský, Plumlov
- 2004 – Sv. Jan Nepomucký, pískovec, Dolní Počernice, Praha 9
- 2006 – Christian Doppler, pamětní deska, bronz, U obecního dvora, Praha 1 (arch. Petr Keil)
- 2007 – Volající, carrarský mramor, Podere Sagna, Toskánsko, Itálie
- 2008 – Trnová koruna, pískovec Stanovice u Kuksu, křížová cesta:
- 2010 – Pamětní deska – Alois Jilemnický Historik Podkrkonoší, pískovec, Hořice v Podkrkonoší
- 2013 – Funerální plastika – Jiří Ješ, Vyšehradský hřbitov, Praha
- 2013 – Funerální plastika – prof. Ivo Tretera, Vinohradské hřbitovy, Praha

### Zastoupení ve sbírkách
- Uměleckoprůmyslové muzeum, Praha
- Galerie Klatovy Klenová
- Památník národního písemnictví
- Národní galerie v Praze
- Galerie hlavního města Prahy
- Alšova jihočeská galerie, Hluboká n. Vltavou
- Lefèvre – Utile, Nantes, Francie
- České muzeum výtvarných umění, Praha
- Galerie moderního umění v Hradci Králové
- Muzeum umění Olomouc
- Východočeská galerie v Pardubicích
- Horácká galerie, Nové Město na Moravě
- soukromé sbírky v Čechách, Francie, Anglie, Japonsko, USA, Maroko, Německo, Španělsko

## Samostatné výstavy
- 1971 – Galerie mladých, Mánes, Praha
- 1980 – Okresní vlastivědné muzeum, Česká Lípa
- 1983 – Okresní kulturní středisko, Příbram
- 1985 – Kamenný dům, Kutná Hora
- 1986 – Galerie hlavního města Prahy, výstavní síň ve Staroměstské radnici
- 1990 – Galerie Fronta, Praha
- 1990 – Galerie im Blauen Haus, Perg, Rakousko
- 1991 – Muzeum, Cheb
- 1991 – Zámek, Sokolov
- 1992 – Galerie U prstenu, Praha
- 1994 – Malá síň SGVU, Náchod
- 1995 – Ministerstvo vnitra ČR, Praha
- 1996 – Mánes, Praha
- 1996 – Galerie ve dvoře, Veselí nad Moravou
- 1996 – Galerie U Bílého jednorožce, Klatovy
- 1997 – Galerie Chodovská tvrz, Praha 11
- 1998 – Casino Palais Savarin, Praha 1
- 2001 – Nová síň, Praha 1
- 2002 – Staroměstská radnice, Praha 1
- 2003 – Kotelna, Jilemnice
- 2005 – Galerie moderního umění, Hradec Králové
- 2005 – Horácká galerie, Nové Město na Moravě
- 2006 – Městské muzeum a galerie plastik, Hořice v Podkrkonoší
- 2012 – Tvary oznamují, Galerie Klatovy Klenová
- 2016 – Městské muzeum a galerie plastik, Hořice v Podkrkonoší
- 2016 – Galerie Litera Navrátil, Praha
- 2017 – Topičův Salón, Praha

## Společné výstavy v České republice
- 1963 – Tvůrčí skupina Quo vadis?, Divadlo hudby, Nový Bydžov
- 1964 – Tvůrčí skupina Quo vadis?, Divadlo S. K. Neumanna, Praha
- 1966 – Tvůrčí skupina ART (Quo vadis?), Galerie Československý spisovatel, Brno
- 1969 – Skupina Bohánka, Městské muzeum, Hořice v Podkrkonoší
- 1971 – I. hořický salón, Městské muzeum, Hořice v Podkrkonoší
- 1972 – Portrét mladých, Galerie mladých, Mánes, Praha
- 1972 – II. hořický salón, Galerie K, Hořice v Podkrkonoší
- 1973 – Výstava mladých, Galerie Fronta, Praha
- 1974 – Manželství, rodičovství, život dětí, U Řečických, Praha
- 1976 – Obrazy, plastiky, Galerie ve věži, Mělník (s Janou Kremanovou)
- 1976 – Umění mladých, Nová síň, Praha
- 1977 – Setkání, Tichá Šárka, Praha
- 1978 – Mladí výtvarní umělci, U Řečických, Praha
- 1979 – Prooemium 79, Český Krumlov
- 1980 – Plastiky, grafika, Galerie Platýz, Praha (s Janem Součkem a L. Janouchem)
- 1981 – Devět žen, Galerie ve věži, Mělník
- 1982 – Patnáct, Městské kulturní středisko, Dobříš
- 1982 – Setkání, Stromovka, Praha
- 1983 – Salón grafiky, kreseb a keramiky, Blovice
- 1986 – Plastiky, kresby, grafika, Galerie Centrum, Praha (s Evou Sendlerovou)
- 1986 – Sochařské setkání, Vojanovy sady, Praha
- 1989 – 5. mezinárodní sochařské symposium, Městské muzeum, Hořice v Podkrkonoší
- 1989 – Setkání /Bohánka/, Galerie plastik, Hořice v Podkrkonoší
- 1989 – Setkání /Bohánka/, Palác kultury, Praha
- 1991 – Sezonní expozice, součást expozice Česká soudobá plastika posledních třiceti let (4. 6.– 4. 11. 1991), Národní galerie, Zbraslav
- 1991 – Dendrologická zahrada, galerie Eco-Art, Průhonice
- 1991 – Biscuits Lefèvre – Utile, Obecní dům, Praha
- 1991 – Socha a grafika, Karolinum, Praha
- 1993 – Členská výstava SVU Mánes, Mánes, Praha
- 1993 – Bariéry, Karolinum, Praha
- 1993 – Sdružení sochařů Čech, Moravy a Slezska, Galerie Mánes, Praha
- 1993 – SVU Mánes, Semily
- 1993 – Soutěž na pomník bří Čapků, Novoměstská radnice, Praha
- 1993 – SVU Mánes, Jičín
- 1993 – Výstava současného českého sochařství, Mánes, Praha
- 1994 – Socha a hlína, Galerie U prstenu, Praha
- 1994 – Mánes Mánesu, Galerie Mánes, Praha
- 1994 – Současní profesoři hořické školy, Výstavní síň SPŠSK, Hořice v Podkrkonoší
- 1995 – Z galerie hořických sochařů II, Výstavní síň SPŠSK, Hořice
- 1997 – Obrazy a plastiky, Zámecká galerie, Budyně nad Ohří (s B. Šebkem)
- 1998 – Výstava děl českých výtvarných umělců, Karolinum, Praha
- 1998 – SVU MÁNES, Galerie J. Trnky, Plzeň
- 1998 – 90 let Galerie plastik, Galerie plastik, Hořice v Podkrkonoší
- 2000 – Výstava s I. Bukovským, P. Císařovským a L. Peškem, Památník Terezín, Terezín
- 2000/01 – Ellen a její hosté, Hořické muzeum, Hořice v Podkrkonoší
- 2001 výstavy se skupinou Orbis Pictus : (I. Bukovský, P. Císařovský, E. Jilemnická, L. Pešek):
- Galerie U Mistra s palmou, Náchod;
- Prácheňské muzeum, Písek;
- Senát PS ČR, Thunovská ul., Praha 1;
- Galerie Waldstein, Praha
- 2002 – Městské muzeum, Turnov
- 2002 – Rabasova galerie, Rakovník
- 2002 – Hradčanská galerie Josefa Kalouska, Praha
- 2003 – Sochy a obrazy (s Petrem Skalníkem), Památník písemnictví, Staré Hrady
- 2003 – Orbis pictus, Alšova jihočeská galerie, České Budějovice
- 2004 – Společná Evropa I., Chodovská tvrz, Praha 11 (se zahraničními účastníky)
- 2005 – Společná Evropa II., Galerie města Turnova
- 2006 – Mona Lisa 2006, Nová radnice, Brno
- 2006 – 8. aukční salón výtvarníků (Konto Bariéry), Karolinum, Praha
- 2012 – Nablízko a nadostřel II, Sýpka na zámku Klenová
- 2013 – Malba, grafika i sochy, Galerie Atrium, Žižkov, Praha
- 2016 – Sportu Zdar, Centrum současného umění DOX, Praha
- 2017 – Společná Inspirace, Chodovská Tvrz, Praha 11

## Společné výstavy v zahraničí
- 1978 – Čeští umělci, Varšava, Polsko
- 1982 – 10e anniversaire Galerie Farel, Aigle, Švýcarsko
- 1989 – Bienále súčasnej československej komornej plastiky, Galéria M. A. Bazovského, Trenčín, Slovensko
- 1993 – Exposition de l'art contemporain,Galerie Cactuse, Soissons, Francie
- 1994 – Ausstellung, Galerie in der Wehntalerstrasse (s Christinou Blatter-Schwarb a Jiřinou Ochsé), Curych, Švýcarsko
- 2001 – Současné české umění v evropském kontextu, Galerie v Delftu, Nizozemsko
- 2001 – Současné české umění v evropském kontextu, Galerie v Beenisteru; Galerie v Naardenu, Nizozemsko
- 2002 – Orbis pictus, Centre tchèque, Paříž, Francie
- 2002 – Orbis pictus, Tschechisches Zentrum, Vídeň, Rakousko
- 2004 – Společná Evropa, Alcázar, Sevilla, Španělsko
- 2006 – Orbis pictus, Tschechisches Zentrum, Drážďany, Německo
- 2006 – W.I.R. (Welcome Identity Reunited), Mnichov, Německo